# Parathoracaphis elongata
Parathoracaphis elongata är en insektsart. Parathoracaphis elongata ingår i släktet Parathoracaphis och familjen långrörsbladlöss. Inga underarter finns listade i Catalogue of Life.